# لی وون جونگ
لی وون جونگ (کره‌ای: 이원종؛ زادهٔ ۱ ژانویه ۱۹۶۶) بازیگر اهل کره جنوبی است.

## فیلم‌شناسی
- منتخب فیلم‌شناسی

### فیلم
| سال  | عنوان         | نقش          | توضیحات   |
| ---- | ------------- | ------------ | --------- |
| ۲۰۱۶ | عملیات کرومیت | کیم ایل سونگ | حضور ویژه |

### مجموعه تلویزیونی
| سال  | عنوان                                 | نقش                        | توضیحات     |
| ---- | ------------------------------------- | -------------------------- | ----------- |
| ۱۹۸۲ | باد و ابر                             | شیم سانگ هون/جانگ وون یانگ |             |
| ۱۹۹۶ | اشک های اژدها                         |                            |             |
| ۱۹۹۸ | پادشاه و ملکه                         | واک یون سونگ               |             |
| ۲۰۰۴ | امپراتور دریا                         | چوی مو چانگ                |             |
| ۲۰۰۸ | شاه سجونگ بزرگ                        | یون هوا                    |             |
| ۲۰۰۸ | ایلجیما                               | بیون شیک                   |             |
| ۲۰۰۹ | جا میونگ گو                           | چا چا سونگ                 |             |
| ۲۰۱۰ | سرزمین آهن                            | یوم ساچی                   |             |
| ۲۰۱۲ | دکتر جین                              | جو پال                     |             |
| ۲۰۱۳ | ملکه کی                               | دوک مان                    |             |
| ۲۰۱۵ | دختری که بوها را می‌بیند               | کانگ هیوک                  |             |
| ۲۰۱۶ | پرستار بچه                            | پدر سانگ وون               |             |
| ۲۰۱۶ | خداحافظ آقای سیاه‌پوش                  | گو سونگ مین                |             |
| ۲۰۱۶ | مونستر                                | نا دو کوانگ (مهمان)        |             |
| ۲۰۱۶ | عشق بی‌پروا                            | نو جانگ سو (پدر نو ئول)    |             |
| ۲۰۱۶ | فلوت نواز رنگارنگ                     | لی چول یونگ                |             |
| ۲۰۱۶ | دوستان عزیز من                        | جانگ هو جین                |             |
| ۲۰۱۷ | آتش‌نشان                               | جانگ گوانگ هو              | [ ۳ ]       |
| ۲۰۱۸ | رادیو عاشقانه                         | کانگ هی سوک                |             |
| ۲۰۱۸ | خانم حمورابی                          | به گونگ ده                 |             |
| ۲۰۱۸ | قایم‌موشک                              | جو پیل دو                  | [ ۴ ]       |
| ۲۰۱۸ | مهمان                                 |                            | [ ۵ ]       |
| ۲۰۱۹ | بازرس ویژه کار                        | ها جی مان                  |             |
| ۲۰۱۹ | تسخیرشده                              | کارآگاه یو                 |             |
| ۲۰۱۹ | نمایش بزرگ                            | جونگ جونگ چول              |             |
| ۲۰۲۰ | دروغ پشت دروغ                         | یون سانگ گیو               |             |
| ۲۰۲۰ | تأخیر در عدالت                        | هان سانگ مان               |             |
| ۲۰۲۱ | لوکا: آغاز                            | حضور افتخاری               |             |
| ۲۰۲۲ | خانه کاغذی: کره – منطقه اقتصادی مشترک | مسکو                       | [ ۷ ] [ ۸ ] |
| ۲۰۲۲ | ساحره شدن                             |                            | [ ۹ ]       |
| ۲۰۲۳ | تله                                   |                            | [ ۱۰ ]      |
| ۲۰۲۳ | جنگ گوریو–خیتان (مجموعه تلویزیونی)    | گنگ جو                     | [ ۱۱ ]      |